# Albert Lacroix-Saint-Pierre
Pour les articles homonymes, voir Lacroix.
Albert-Pierre-Henri Lacroix-Saint-Pierre (9 août 1817 à Chabeuil - 3 juin 1891 à Paris 8e) est un homme politique français.

## Biographie
Fils de Louis-Antoine-François Lacroix de Saint-Pierre, auditeur au Conseil d'État, secrétaire général du ministère de l'intérieur sous son cousin Montalivet et conseiller général de la Drôme, et de Bonne-Émilie Poissalolle de Nanteuil de La Norville, il suit ses études à Paris. Durant ses études au collège Rollin, il se lie d'amitié avec Auguste de Talhouët.
Il retourne dans la Drôme pour s'occuper des propriétés familiales. Proche des Rothschild, il devient président des Messageries maritimes en 1891 et administrateur des Messageries impériales, de la Compagnie du chemin de fer d'Orléans à Bordeaux, de la Compagnie des chemins de fer de l'Est, des Forges et Chantiers de la Méditerranée et de la Compagnie des omnibus et tramways de Lyon. Il était membre du Cercle des chemins de fer. 
Lieutenant-colonel de la garde nationale à cheval de Paris et conseiller général de la Drôme (canton de Chabeuil) depuis 1861, il est élu, le 1er juin 1863, avec l'appui officiel du gouvernement, député de la 1re circonscription de la Drôme au Corps législatif. Il prend fréquemment part aux discussions sur les questions de finances, est plusieurs fois membre de la commission du budget, et soutient en politique les intérêts de la dynastie. Réélu, le 24 mai 1869, il incline vers le parlementarisme, et signe la demande d'interpellation des 116. En 1870, il vote pour la déclaration de guerre à la Prusse, puis il rentre, au 4 septembre 1870, dans la vie privée, occupant seulement les fonctions de maire de Chabeuil entre 1875 et 1878.

## Sources
- « Albert Lacroix-Saint-Pierre », dans Adolphe Robert et Gaston Cougny, Dictionnaire des parlementaires français, Edgar Bourloton, 1889-1891 [détail de l’édition]
- Éric Anceau,  Dictionnaire des députés du Second Empire
- Dictionnaire Biographique de la Drôme